# Беднодемьяновский сельсовет
Беднодемьяновский сельсовет — муниципальное образование со статусом сельского поселения в Спасском районе Пензенской области Российской Федерации.
Административный центр — город Спасск (не входит в состав сельсовета).

## История
Статус и границы сельского поселения установлены Законом Пензенской области от 2 ноября 2004 года № 690-ЗПО «О границах муниципальных образований Пензенской области».

## Население
| 2002 | 2010 | 2012 | 2013 | 2014 | 2015 | 2016 |
| ---- | ---- | ---- | ---- | ---- | ---- | ---- |
| 907  | ↘904 | ↘884 | ↘862 | ↘827 | ↘802 | ↘791 |
| 2017 | 2018 | 2021 |      |      |      |      |
| ↘782 | ↘759 | ↗783 |      |      |      |      |

## Состав сельского поселения
| № | Населённый пункт | Тип населённого пункта | Население |
| - | ---------------- | ---------------------- | --------- |
| 1 | Дерябкино        | село                   | ↘247      |
| 2 | Липлейка         | село                   | ↗657      |

### Упразднённые населённые пункты
- Вичутка — упразднённая в 2009 году деревня[13].